# Baloldali populizmus
A baloldali populizmus vagy szociálpopulizmus olyan politikai ideológia, mely ötvözi a baloldali politikát a populista retorikával. A populizmus szó jelentése: a nép többségi akaratával összhangban tett erőfeszítések - esetlegesen a választók bizalmának megszerzéséért, gyakran kivitelezhetetlen ígéretek tétele. A baloldali formájának egyik legfőbb eleme az elitellenesség, valamint a multinacionális vállalatok befolyásának kifogásolása. A baloldali populizmus gyakran antikapitalista, pacifista, valamint antiglobalista, és a társadalmi igazságosságért küzd.
A globalizáció, valamint a piacgazdaság kritikáját gyakran összekötik az antimilitarizmussal, mely főleg a Közel-Keleten népszerű az Egyesült Államokkal szemben. Léteznek nacionalista baloldali populisták is, mint például a török kemalisták. A jobboldali populistákkal ellentétben a baloldaliak általában támogatják a kisebbségvédelmet.

## Baloldali populista pártok
- Németország: Baloldali Párt
- Görögország: SZIRIZA
- Olaszország: Kommunista Újraalapítás Pártja
- Hollandia: Szocialista Párt
- Spanyolország: Podemos
- Egyesült Királyság: Munkáspárt
- Franciaország: Engedetlen Franciaország
- Portugália: Baloldali Blokk
- Ausztria: Peter Pilz Listája
- Szlovéniaː Levica
- Lengyelország: Lewica Razem
- Törökország: Népek Demokratikus Pártja

## Fordítás
- Ez a szócikk részben vagy egészben  a   Left-wing populism című angol Wikipédia-szócikk ezen változatának fordításán alapul.  Az eredeti cikk szerkesztőit annak laptörténete sorolja fel. Ez a jelzés csupán a megfogalmazás eredetét és a szerzői jogokat jelzi, nem szolgál a cikkben szereplő információk forrásmegjelöléseként.